# 刘强 (1965年)
刘强（1965年8月—），男，汉族，四川乐山人，中华人民共和国政治人物，中国共产党党员，第十三届全国人民代表大会四川地区代表。

## 生平
2011年11月，任泸州市人民政府市长；2018年10月至2021年4月，任中共泸州市委书记。
2021年7月，任中共南充市委书记。翌年3月卸任。
2022年4月，任中共陕西省委常委，同年6月，兼任省委政法委书记。
2018年2月24日，当选为第十三届全国人大代表。